# Dorika pauliani
Dorika pauliani là một loài bướm đêm trong họ Noctuidae.